# Francesco Severi
Francesco Severi (tudi Giulio, Guido, Luigi ali Luigi-Francesco Severi), italijanski dirkač, * 28. maj 1907, † 20. maj 1980.
Francesco Severi je na dirkah za Veliko nagrado debitiral v sezoni 1931, ko je na dirki za Veliko nagrado Alessandrie z dirkalnikom Alfa Romeo 6C zasedel deseto mesto. Prvi večji uspeh je dosegel v sezoni 1934 z zmago na dirki Targa Abruzzi, ki jo je dosegel v moštvu Scuderia Ferrari skupaj s Francom Cortesejem. Zmago na dirki Targa Abruzzi je ubranil tudi v naslednji sezoni 1935 ponovno s Cortesejem. V sezoni 1936 je slavil na dirki za 24 ur Spaja, tokrat je dirkal s slovitim francoskim dirkačem, Raymondom Sommerjem, v sezoni 1937 je zmagal na dirki Targa Florio, tokrat v moštvu Officine Alfieri Maserati, svojo zadnjo zmago pa je dosegel v sezoni 1938 s svojo drugo zmago na dirki za 24 ur Spaja, zdaj v moštvu Alfa Corse in skupaj s Carlom Pintacudo. V isti sezoni je dosegel še drugo mesto na dirki za Veliko nagrado Milana z dirkalnikom Alfa Romeo 158, na dirki Targa Abruzzi v naslednji sezoni 1939 je bil ponovno drugi, to pa je bila tudi njegova zadnja dirka v karieri. Datum in kraj njegove smrtni, podobno kot rojstva, ni znan.